# Ecaterina Oancia
Ecaterina Oancia   (Sângeorgiu de Pădure, 25 de març de 1954 - 3 de desembre de 2024) va ser una remadora romanesa que va competir durant la dècada de 1980. Feia de timonera.
El 1984 va prendre part en els Jocs Olímpics d'Estiu de Los Angeles, on va guanyar la medalla d'or en la prova del quàdruple scull amb timoner del programa de rem. Formà equip amb Maricica Țăran, Ioana Badea, Sofia Corban i Anisoara Sorohan. Quatre anys més tard, als Jocs de Seül, va disputar dues proves del programa de rem. En el vuit amb timoner va guanyar la medalla de plata i en el quatre amb timoner la de bronze.
En el seu palmarès també destaquen cinc medalles al Campionat del món de rem, tres d'or i dues de bronze entre les edicions del 1981 i 1989.